# 池田海咲
池田 海咲（いけだ みさき、1月25日 - ）は、日本の女性声優。京都府出身。賢プロダクション所属。

## 略歴
スクールデュオ15期アッパークラス出身。

## 人物
特技は京都弁、華道、イタリア歌曲集。華道の免許は高校の授業で取得。趣味はボードゲーム、プラネタリウム鑑賞、お笑い鑑賞。好きなものはアメコミヒーロー、外画アニメ、平成レトロ。

## 出演
太字はメインキャラクター。

### テレビアニメ
2014年
- 幕末Rock

2015年
- パックワールド（ゴースト）
- GANGSTA.（娼婦）

2016年
- アイカツスターズ!（上級生）
- クレヨンしんちゃん（2016年 - 2022年、母、キッズA）
- かみさまみならい ヒミツのここたま（2016年 - 2017年、翔吾）

2017年
- ちるらん にぶんの壱（京女）
- バチカン奇跡調査官（ダニー・グラッセン）
- ドリフェス!R（留守番電話）

2018年
- サンリオ男子（少年の俊介、瑠花、女子、弓道部員）
- ポプテピピック（一之橋歩）
- からくりサーカス（ゾナハ病棟 子供）

2019年
- カードファイト!! ヴァンガード（ヘキサゴナル・メイガス）
- パズドラ（2019年 - 2020年、着物の女性、少年B、車上運動員）
- ソードアート・オンライン アリシゼーション War of Underworld（暗黒術師）
- サザエさん（菜々子）
- ちはやふる3（2019年 - 2020年、結川桃、生徒）

2020年
- ドラゴンクエスト ダイの大冒険 (2020)（2020年 - 2022年、モンスター、人々、客、マリべえ、ラミた）
- 池袋ウエストゲートパーク（ミオンの母）
- 魔女の旅々（少年）

2021年
- ふしぎ駄菓子屋 銭天堂（2021年 - 2025年、同級生、千鶴、偽紅子、中村美音・美奈、伊達原亜由、工藤凛 他）
- 魔法科高校の優等生（女生徒）

2023年
- ドラえもん（テレビ朝日版第2期）（2023年 - 2024年、気象予報士、子供、フエール銀行）
- おしりたんてい（ブタの宿泊客）
- キボウノチカラ〜オトナプリキュア'23〜（小学生、ゆみ、キャスター、街の人）
- ラグナクリムゾン（街の人々、民間人たち）

2024年
- 魔法少女にあこがれて（天川薫子 / マジアサルファ）
- 超普通県チバ伝説（舎川あこ）
- 先輩はおとこのこ（1-B担任、咲の担任）
- 恋は双子で割り切れない（浅野麗良）
- らんま1/2 (2024)（新体操クラブ部員）
- 科学×冒険サバイバル!（2024年 - 2025年、アナウンサー、医師）

2025年
- LAZARUS ラザロ（ギャング）
- 中禅寺先生物怪講義録 先生が謎を解いてしまうから。（ナミ姉〈北村奈美〉）

### 劇場アニメ
- 夜明け告げるルーのうた（2017年、女子生徒）
- K SEVEN STORIES R:B 〜BLAZE〜（2018年）
- GODZILLA 星を喰う者（2018年）
- 映画 プリキュアミラクルユニバース（2019年、子どもの鳥民）
- 世界一初恋 〜プロポーズ編〜（2020年、新婦）
- 映画 ヒーリングっど♥プリキュア ゆめのまちでキュン!っとGoGo!大変身!!（2021年、街の人々）

### OVA
- 刀使ノ巫女 刻みし一閃の燈火（2020年、播つぐみ）

### Webアニメ
- 薄明の翼（2020年、子供たち）
- 賭ケグルイ双（2022年、生徒たち）

### ゲーム
時期不明
- グランブルーファンタジー

2016年
- ソウルワーカー（セニア）

2017年
- 地球防衛軍5（スプリガン隊長）
- マヨナカ・ガラン（白い少女）

2018年
- 陰陽師（かぐや姫蛙）
- 刀使ノ巫女 刻みし一閃の燈火（播つぐみ）

2020年
- ファイナルファンタジーVII リメイク
- VALORANT（ジェット）

2024年
- ファイナルファンタジーVII リバース
- 百英雄伝 (エア）
- ヘブンバーンズレッド（習志野ドーム住民）

### ドラマCD
- 性悪オオカミが恋をしたらしい（美乃梨）
- あいとまこと
- 俺様レジデンス -有栖川VS西園寺-
- 殺戮の天使
- 狼陛下の花嫁
- ちるらん 新撰組鎮魂歌
- グルメのふくらみ

### ボイスドラマ
- 戦国繚乱美少女伝（2025年、石田三成）

### 吹き替え

#### 映画
- 悪女/AKUJO（ミンジュ）
- アンホーリー 忌まわしき聖地
- キンダガートン・コップ2
- クリスマス・カレンダー
- search/サーチ（アビゲイル）
- search/#サーチ2
- ジーサンズ はじめての強盗
- 人狼
- ハワード・ザ・ダック/暗黒魔王の陰謀（コーラ・メイ〈ヴァージニア・ケイパーズ〉）※VOD版
- ホーム・チーム（英語版）（ブルック〈サニー・サンドラー〉）
- ライフ（イエス）

#### ドラマ
- カウンターパート/暗躍する分身
- ザ・ボーイズ（ストームフロント〈アヤ・キャッシュ〉）
- Hawaii Five-0
- HOMELAND
- ノンストップ・スリラー「暴走地区-ZOO-」（アイザック）
- リリーが一番! 〜恋も仕事も全力ガール〜
- COLONY/コロニー（グレース・キャサリン〈グレッグ・スパイリデリス〉）
- ニンジャ・ハイスクール
- タイムレス
- 女王ヴィクトリア 愛に生きる
- YOU -君が全て-（リン）
- サイテー! ハイスクール（レスリー〈アビ・ブリトル〉）
- HEARTSTOPPER ハートストッパー（ダーシー・オルソン 他）
- CSI: ベガス（ペニー・ギル〈サラ・ギルマン〉）

#### アニメ
- おっはよー!アンクル・グランパ
- ストーリーボットにきいてみよう（ビープ〈エバン・スパイリデリス〉）
- ウッディー・ウッドペッカー（チリー・ウィリー）
- ノーノーのミニミニ大冒険（スピーディー[21]）
- マイティ・マジソード（プリンセス・ザンジ〈グレイ・デリスル〉、ウィッチー・シモーン〈リンゼイ・キャロッツァ〉）
- カルメン・サンディエゴ（アイビー〈アビー・トロット〉）
- ヴォクス・マキナの伝説（英語版）（ケイレス〈マリシャ・レイ（英語版）〉）

### 舞台
- 第26回国民文化祭京都2011 開会式オープニングステージショー「絹糸幻想」（白虎）

### ナレーション
- FOOMA JAPAN 2011 日清エンジニアリング（広告ナレーション）
- 組合まつりinTOKYO〜中小企業の魅力を発信!〜

### ボイスオーバー
- チェルシーがモノ申す（Netflix）
- マイ・キングダム:家族が教えてくれたこと（Netflix）
- ネイキッド2
- 最強のマーチングバンド（Netflix）
- ダンシング・クイーン
- BS世界のドキュメンタリー（NHK BS1）
  - ホビーホース!ガールズ
  - Naked and Afraid
- ドキュランドへ ようこそ! キャサリン妃 秘密のワードローブ（NHK Eテレ）